# 한컴라이프케어
주식회사 한컴라이프케어(영어: Hancom Lifecare)는 소방용 방화복, 방열복 등 안전장비를 제조하는 대한민국의 기업이다.

## 논란
2023년 중부지방국세청에서 세무 조사를 진행한 적이 있다.

## 소송
한컴라이프케어 잔여 인수대금 650억원에 대해 개인 주주인 김종기 전 산청(한컴라이프케어 구 회사명) 명예회장과 손해 배상 청구 소송을 진행한 끝에 이달 400억원만 지급하기로 최종 합의에 도달하였다

## 매각
2024년 한컴 컨소시엄 (한컴그룹 36.13%과 스틱인베스트먼트 22.58%, 파트너원인베스트먼트 11.29%)이 경영권 프리미엄을 고려해 1600억원 이상에 한컴라이프케어 지분 70%를 매각을 추진한다.

## 같이 보기
- 방독면